# Agathe de Saint-Père
Agathe de Saint-Père, född 25 februari 1657, död 1748, var en fransk storföretagare i Montreal. Gift 1685 med Pierre Legardeur de Repentigny, hade hon sin makes fullmakt att driva affärer och blev en av Kanadas mest notabla storföretagare, med pälshandel, jordhandel och textilproduktion bland sina intressen. Hon utvecklade också ett eget sorts tyg och lät tillverka och sälja det efter att ha fått kungen intresserad av det. 